# کارما یوگا

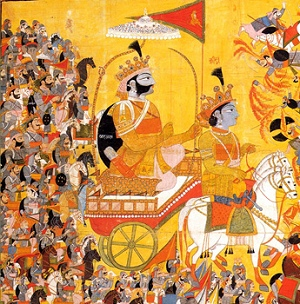
نقاشی کریشنا، آرجونا.

کارما یوگا (به انگلیسی: Karma yoga) که با عنوان مسیر کارما یا خدمت هم شناخت می‌شود یکی از سه مسیر کلاسیک معنوی در هندوئیسم است. کارما یوگا مبتنی بر یوگای خدمت و عمل بنیان نهاده شده‌است. برای یک کارما یوگی، عمل درست شکلی از عبادت است. دو مسیر دیگر معنوی کلاسیک هندوئیسم عبارتند از جنانا یوگا (یوگای خرد و فرزانگی مبتنی بر کسب حکمت و دانش متعال) و باکتی یوگا (مسیر عشق و سرسپردگی به معبود الهی). این سه مسیر کاملاً از هم جدا نیستند بلکه تأکید نسبی در هر کدام بر جنبه ای از این مسیر معنی یعنی دانش و حکمت متعال، عشق ورزی و خدمت است.
از مسیرهای رستگاری معنوی در هندوئیسم، کارما یوگا، مسیر خدمت بدن انتظار و چشم داشت، است. کارما یوگا بیان می‌کند که ممارست کننده بایستی براساس درمه خود بدون چشم داشت به ثمره و میوه عملش خدمت کند. در کارما یوگا بیان می‌شود که بهاگاوادگیتا ذهن را تطهیر و پاک می‌کند. این کتاب منجر به عمل مبتنی بر درمه و خدمت مطابق با درمه شخص و انجام اعمال الهی در هر لحظه از زندگی شخص همچون کریشنا می‌شود.